# Трансформерси (филм)
Трансформерси (енгл. Transformers) је амерички научнофантастични акциони филм из 2007. године, заснован на свету Трансформерса, док режију потписује Мајкл Беј, а извршни продуцент је Стивен Спилберг. Главне улоге у филму играју Шаја Лабаф и Меган Фокс, као Сем Витвики и Микајла Бејнс, који су увучени у рат између две фракције Трансформерса, добрих Аутобота и злих Десептикона. У филму такође глуме Џош Думел, Тајрис Гибсон, Џон Војт, Џон Туртуро, док су гласове Оптимусу Прајму и Мегатрону дали Питер Кален и Хјуго Вивинг. Кален се вратио улози Оптимуса Прајма први пут после 20 година.
Продуценти Дон Марфи и Том Десанто су 2003. написали синопсис, док су Роберто Орси и Алекс Курцман написали сценарио. Извршни продуцент Стивен Спилберг је изабрао Мајкла Беја да режира филм, упркос томе што није био љубитељ серије. Под Бејовом режијом створени су нови дизајни Трансформерса, док се Индастријал лајт енд меџик побринуо за компјутерску анимацију. Оружане снаге САД и Џенерал моторс су позајмиле возила и ваздухоплове током снимања филма, што је уштедело новац за продукцију и допринело реалистичнијем изгледу борбених сцена. Уз велику маркетиншку кампању, која је укључивала стрипове, играчке и видео-игре, такође су склопљени договори о рекламирању производа компанија као што су Џенерал моторс, Бургер кинг и Ибеј.
Филм је добио мешане критике од критичара и публике. У време изласка је био 28. најуспешнији филм свих времена и пети најуспешнији филм из 2007. године, са зарадом од преко 709 милиона долара широм света, а процењено је да је продато 46 милиона карата за филм у Сједињеним Државама. Филм је освојио четири награде Друштва за визуелне ефекте, а био је номинован и за три Оскара, за најбољу монтажу звука, најбољи микс звука и најбоље визуелне ефекте. Часопис Емпајер је похвалио Лабафову глуму, а обожаваоци су добро прихватили Каленово позајмљивање гласа Оптимусу Прајму, што је он први пут учинио након серије из 1980-их. Филм прате четири наставка: Освета пораженог (2009), Тамна страна Месеца (2011), Доба изумирања (2014) и Последњи витез (2017), као и спин-оф филм, назван Бамблби (2018).

## Радња
Узбудљива прича о борби Аутобота и Десептикона. Kад се њихова битка настави на Земљи, једино што Десептиконима стоји на путу до преузимања потпуне моћи је Сем Витвики. Придружите се борби за спас човечанства у овом изврсном авантуристичком филму.

## Улоге
| Глумац          | Улога          |
| --------------- | -------------- |
| Шаја Лабаф      | Сем Витвики    |
| Меган Фокс      | Микејла Бејнс  |
| Џош Думел       | Вилијам Ленокс |
| Тајрис Гибсон   | наредник Епс   |
| Џон Туртуро     | Симонс         |
| Џон Војт        | Џон Келер      |
| Рејчел Тејлор   | Меги Мадсен    |
| Кевин Дан       | Рон Витвики    |
| Питер Кален     | Оптимус Прајм  |
| Џес Харнел      | Ајронхајд      |
| Марк Рајан      | Бамблби        |
| Роберт Фоксворт | Рачет          |
| Дарију Макрери  | Џез            |
| Хјуго Вивинг    | Мегатрон       |
| Џес Харнел      | Барикејд       |
| Џими Вуд        | Боункрашер     |
| Рено Вилсон     | Френзи         |
| Чарли Адлер     | Старскрим      |